# Келковиці
Келковиці (пол. Kiełkowice) — село в Польщі, у гміні Оґродзенець Заверцянського повіту Сілезького воєводства.
Населення — 444 особи (2011).
У 1975-1998 роках село належало до Катовицького воєводства.

## Демографія
Демографічна структура станом на 31 березня 2011 року:
|          | Загалом | Допрацездатний вік | Працездатний вік | Постпрацездатний вік |
| -------- | ------- | ------------------ | ---------------- | -------------------- |
| Чоловіки | 208     | 26                 | 153              | 29                   |
| Жінки    | 236     | 44                 | 120              | 72                   |
| Разом    | 444     | 70                 | 273              | 101                  |